# Еметин
Еметин — природний антипротозойний препарат, що є похідним ізохіноліну, для парентерального застосування. Еметин є алкалоїдом кореня іпекакуани.

## Фармакологічні властивості
Еметин — природний антипротозойний препарат, що є похідним ізохіноліну, який застосовується парентерально. Механізм дії препарату полягає у порушенні синтезу білка на рибосомах найпростіших та порушенні синтезу ДНК. До еметину чутливими є патогенні амеби, а також Balantidium coli, Fasciola hepatica  та Paragonimus westermani. Препарат має виражений блювотний ефект, кардіо- та нефротоксичний ефект.

### Фармакодинаміка
Еметин не всмоктується при пероральному застосуванні, вводиться виключно парентерально. При внутрішньом'язовому введенні препарат добре всмоктується та розподіляється в організмі, біодоступність препарату не досліджена. Високі концентрації еметину досягаються у більшості тканин організму, препарат накопичується у селезінці, печінці, нирках, легенях. Еметин проникає через гематоенцефалічний бар'єр. Препарат проникає через плацентарний бар'єр та виділяється в грудне молоко. Еметин не метаболізується, виводиться з організму нирками у незміненому вигляді. Період напіввиведення препарату складає 5 діб, при нирковій недостатності цей час може збільшуватися.

## Показання до застосування
Еметин застосовується при важких формах кишкового амебіазу та при позакишковому амебіазі (включно при амебному абсцесі печінки) при непереносимості або неефективності імідазолів.

## Побічна дія
При застосуванні еметину часто спостерігаються наступні побічні ефекти:
- З боку шкірних покривів — висипання на шкірі.
- З боку дихальної системи (найчастіше при інгаляційному застосуванні) — задишка, кашель, бронхоспазм, біль в грудній клітці, ларингіт.
- З боку опорно-рухового апарату — болі в м'язах, ригідність м'язів.
- З боку нервової системи — поліневрити, м'язова слабкість, тремор, порушення чутливості.
- З боку серцево-судинної системи — аритмії, гіпотензія, подовження інтервалу QT, інверсія зубця T та депресія сегменту ST на ЕКГ; дегенеративний міокардит.
- З боку сечовидільної системи — токсична нефропатія.
- Місцеві реакції — болі, ригідність м'язів у місці ін'єкцій, стерильні абсцеси, некрози у місці внутрішньом'язових ін'єкцій.
- Зміни в лабораторних аналізах — підвищення рівня активності амінотрансфераз в крові, підвищення рівня креатиніну і сечовини в крові.
- Місцеві реакції — при внутрішньовенному введенні тромбофлебіт, при внутрішньом'язовому введенні — біль, набряк, асептичні абсцеси, некроз м'язів.

## Протипокази
Еметин протипоказаний при підвищеній чутливості до препарату, захворюваннях серця і нирок, при захворюваннях м'язів, при вагітності та годуванні грудьми. Еметин не застосовується у дітей молодших 6 місяців. З обережністю призначають розумово відсталим пацієнтам.

## Форми випуску
Еметин випускається у вигляді ампул по 1мл 1% розчину.